# Тернавіоти

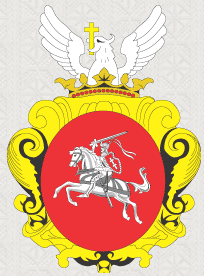
Герб Тернавіотів

Тернавіоти — міщанський, козацько-старшинський, згодом — дворянський рід.

## Родоначальник
Його родоначальником був Стерій Іванович Тернавіот (бл. 1650 — після 1718), грек, уродженець Македонії, який оселився в Ніжині бл. 1671. Був ніжинським війтом (1711—18), ктитором Ніжинського Благовіщенського монастиря, разом із сином тримав на відкупі індуктний збір, що дало йому можливість придбати маєток (с. Плоске Ніжинського полку).

## Історія
Доньки Стерія Тернавіота побралися з представниками впливових козацько-старшинських родів — Войцеховичів та Жуковських. Старший син Стерія — Петро (бл. 1700 — після 1774), ніжинський війт (1727—60), бунчуковий товариш (із 1760), який від шлюбу з донькою ніжинського протопопа Павла Яворського мав синів Івана (бл. 1721 — до 1790), відставного полковника, предводителя дворянства Ніжинського та Батуринського повітів, та Федора (бл. 1725—1747), поручика лейбгвардії Ізмайловського полку.
Єдина дочка Івана Петровича — Єлизавета (бл. 1773 — р. с. невідомо), остання представниця роду, стала дружиною секунд-майора Миколи Єремійовича Родзянка (бл. 1748 — після 1800). Сином молодшого брата Петра Стерійовича — Івана (бл. 1705 — р. с. Невідово), бунчукового товариша, був Степан Іванович (у чернецтві Софроній; бл. 1725—1771), випускник Києво-Могилянської академії, ієромонах Києво-Печерської лаври, намісник Свято-Троїцького шпитального монастиря, повірений у справах лаврської друкарні, стряпчий (постійний уповноважений) Києво-Печерської лаври при дворі імператриці Єлизавети Петрівни, архімандрит костромського Богоявленського монастиря (1756—59), засновник та перший ректор Костромської духовної семінарії (1760—71) та одночасно настоятель Миколо-Бабаївського монастиря (1760—71). Можливо, що від Івана Стерійовича бере початок однойменний київський купецький рід.

## Пам'ять
У рамках виконання пакету законів про декомунізацію у м. Ніжин було перейменовано вул. Урицького на вул. Тернавіотів.